# Ланрела
Ланрела́ (фр. Lanrelas, брет. Lanrelaz) — коммуна во Франции, находится в регионе Бретань. Департамент — Кот-д’Армор. Входит в состав кантона Брон. Округ коммуны — Сен-Бриё.
Код INSEE коммуны — 22114.

## География

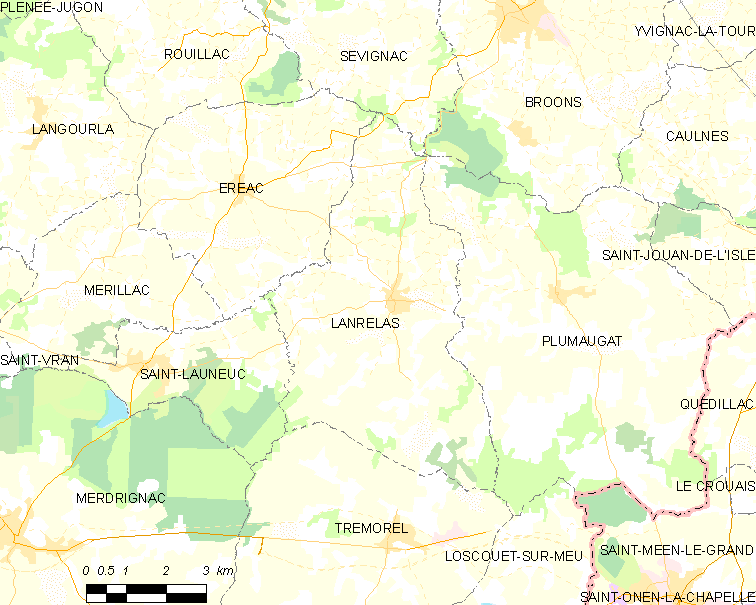
Карта коммуны

Коммуна расположена приблизительно в 350 км к западу от Парижа, в 50 км западнее Ренна, в 50 км к юго-востоку от Сен-Бриё.
По территории коммуны протекает река Ранс (фр. La Rance).

## Население
Население коммуны на 2016 год составляло 828 человек.
| 1962 | 1968 | 1975 | 1982 | 1990 | 1999 | 2008 | 2016 |
| ---- | ---- | ---- | ---- | ---- | ---- | ---- | ---- |
| 1140 | 1234 | 1126 | 1061 | 916  | 868  | 850  | 828  |

## Администрация
| Период | Период | Фамилия    | Партия                    | Примечания                                        |
| ------ | ------ | ---------- | ------------------------- | ------------------------------------------------- |
| 2001   | 2008   | Анник Амис | Союз за народное движение | член генерального совета департамента (2008-2015) |
| 2008   | 2014   | Мишель Ос  |                           | нотариус                                          |
| 2014   |        | Ив Лемуэн  | Разные правые             | пенсионер                                         |

## Экономика
В 2007 году среди 493 человек в трудоспособном возрасте (15—64 лет) 342 были экономически активными, 151 — неактивными (показатель активности — 69,4 %, в 1999 году было 69,9 %). Из 342 активных работали 330 человек (187 мужчин и 143 женщины), безработных было 12 (7 мужчин и 5 женщин). Среди 151 неактивных 31 человек были учениками или студентами, 79 — пенсионерами, 41 были неактивными по другим причинам.